# Anacroce freidbergi
Anacroce freidbergi är en insektsart som beskrevs av Hölzel 1975. Anacroce freidbergi ingår i släktet Anacroce och familjen Nemopteridae. Inga underarter finns listade i Catalogue of Life.